# Willem III van Hessen
Willem III van Hessen bijgenaamd de Jongere (8 september 1471 - 17 februari 1500) was van 1483 tot aan zijn dood landgraaf van Opper-Hessen. Hij behoorde tot het huis Hessen.

## Levensloop
Willem III was de derde zoon van landgraaf Hendrik III van Opper-Hessen en Anna van Katzenelnbogen, dochter van graaf Filips I van Katzenelnbogen. Zijn oudste broer Frederik stierf in de kindertijd en zijn oudere broer Lodewijk stierf in 1478 op 18-jarige leeftijd, waardoor Willem III erfgenaam van het landgraafschap Opper-Hessen werd. 
In 1483 stierf zijn vader, waardoor Willem op amper elfjarige leeftijd landgraaf werd. Door zijn minderjarigheid stond hij tot in 1489 onder het regentschap van zijn oom, aartsbisschop Herman van Keulen, en van hofmeester Hans von Dörnberg. Tijdens zijn bewind kocht Willem in 1492 met de hoge inkomsten van zijn grondgebied de helft van het graafschap Eppstein, in 1493 gevolgd door een deel van Klingenberg am Main.
In 1498 huwde hij met Elisabeth (1483-1522), dochter van keurvorst Filips van de Palts. Het huwelijk bleef echter kinderloos. Begin 1500 stierf Willem III nadat hij tijdens de jacht van zijn paard was gevallen. Omdat hij geen nakomelingen had, gingen zijn bezittingen naar zijn neef, landgraaf Willem II van Neder-Hessen. Hierdoor werd het vroegere landgraafschap Hessen opnieuw herenigd.
1. ↑  Het landgraafschap Hessen was al eerder in delen vererfd, zie landgraafschap Hessen.